# Escursione termica

Mappa dell' oscillazione termica globale a livello annuale.

L'escursione termica è la differenza fra la temperatura più alta, detta anche "temperatura massima", e quella più bassa, o "temperatura minima", in un dato intervallo di tempo e in un determinato luogo.

## Descrizione

### Tipi di escursioni
- Escursione termica giornaliera, cioè la differenza fra la massima diurna e la minima notturna;
- Escursione termica annua, rappresenta la differenza fra la media del mese più caldo (in genere luglio nell'emisfero boreale) e quella del mese più freddo (di solito gennaio nello stesso emisfero).

### Variabili
L'escursione termica diurna è maggiore, nello stesso luogo, in presenza di cielo sereno, calma di vento e scarsa umidità, perché queste condizioni sono ideali per il riscaldamento solare dell'aria durante il giorno e l'irraggiamento, ovvero la dispersione del calore, durante la notte.
È minore, invece, con cielo coperto da nubi basse e apportatrici di precipitazioni, vento forte e aria molto umida, soprattutto in presenza di una fitta vegetazione, in quanto è limitato l'effetto calorifero del Sole durante il giorno, mentre di notte le nubi e la forte umidità sono l'equivalente di uno schermo o di una "coperta", limitando quindi l'irraggiamento del calore.

### Nei diversi luoghi
L'escursione termica diurna, come quella annua, è massima sulla terraferma, specialmente sulle superfici desertiche, che conducono maggiormente il calore (si può immaginare la sabbia d'estate su una spiaggia, che si riscalda fortemente di giorno e si raffredda tantissimo di notte) e minima sulle superfici marine e sugli oceani, specialmente quando sono molto profondi.
Da qui derivano i clima continentali e quelli marittimi. L'escursione termica diurna, inoltre, è massima all'equatore, dove il Sole è alto sopra l'orizzonte a mezzogiorno, e molto bassa ai poli, dove i raggi solari hanno quasi la stessa inclinazione rispetto alla superficie terrestre durante le 24 ore.
L'escursione termica annua ha le stesse variazioni di quella diurna nello spazio, essendo massima sulle zone molto lontane dal mare e minima sugli oceani, ma subisce le variazioni contrarie in relazione alla latitudine, essendo maggiore ai poli e alle alte latitudini e minore all'Equatore e alle basse latitudini. Nell'emisfero boreale c'è una maggiore escursione termica per l'elevata presenza di terre emerse, al contrario dell'emisfero australe.

## Curiosità e record
- L'escursione termica più rapida è di 27 °C in 2 minuti. Misurata nel Dakota del Sud il 22 gennaio 1943, da -20 °C a +7 °C.
- L'escursione termica più elevata in un giorno è di 55,7 °C. Da 6,7 °C a -49 °C a Browning (Montana) nella notte tra il 23 e il 24 gennaio 1916.
- L'escursione termica tra la temperatura più alta e quella più bassa mai registrate sulla Terra è di 147,3 °C, tra i 57,8 °C registrati in Libia nel 1922 e i -89,5 °C riportati dalla stazione antartica di Vostok nel 1983.